# Allemagne-Portugal en rugby à XV
Cet article retrace l'ensemble des rencontres de l'équipe du Portugal et l'équipe d'Allemagne en Rugby à XV. Les deux équipes se sont rencontrées 12 fois en tout.

## Les confrontations
Liste des confrontations entre ces deux équipes :
| No | Date            | Lieu                                                       | Match                           | Score   | Compétition                                |
| -- | --------------- | ---------------------------------------------------------- | ------------------------------- | ------- | ------------------------------------------ |
| 1  | 7 avril 1974    | Hanovre Allemagne de l'Ouest                               | Allemagne de l'Ouest – Portugal | 20 – 10 | Trophée européen                           |
| 2  | 17 avril 1988   | Arcos de Valdevez Portugal                                 | Portugal – Allemagne de l'Ouest | 13 – 9  | Trophée européen                           |
| 3  | 30 avril 1989   | Hanovre Allemagne de l'Ouest                               | Allemagne de l'Ouest – Portugal | 30 – 15 | Trophée européen                           |
| 4  | 17 avril 1994   | Stade universitaire de Lisbonne, Lisbonne Portugal         | Portugal – Allemagne            | 18 – 20 | Trophée européen                           |
| 5  | 14 mai 1995     | Fritz-Grunebaum-Sportpark, Heidelberg Allemagne            | Allemagne – Portugal            | 16 – 26 | Coupe européenne                           |
| 6  | 4 avril 1998    | Stade universitaire de Lisbonne, Lisbonne Portugal         | Portugal – Allemagne            | 32 – 6  | Qualifications pour la Coupe du monde 1999 |
| 7  | 21 février 2009 | Stade universitaire de Lisbonne, Lisbonne Portugal         | Portugal – Allemagne            | 44 – 6  | Qualifications pour la Coupe du monde 2011 |
| 8  | 27 février 2010 | Heusenstamm Allemagne                                      | Allemagne – Portugal            | 0 – 69  | Qualifications pour la Coupe du monde 2011 |
| 9  | 28 février 2015 | Stade universitaire de Lisbonne, Lisbonne Portugal         | Portugal – Allemagne            | 11 – 3  | Championnat européen                       |
| 10 | 27 février 2016 | Rudolf-Kalweit-Stadion, Hanovre Allemagne                  | Allemagne – Portugal            | 50 – 27 | Championnat européen                       |
| 11 | 16 juin 2018    | Rudolf-Kalweit-Stadion, Heidelberg Allemagne               | Allemagne – Portugal            | 16 – 13 | Qualifications pour la Coupe du monde 2019 |
| 12 | 15 juin 2019    | Sportanlage an der Feldgerichtstrasse, Francfort Allemagne | Allemagne – Portugal            | 32 – 37 | Championnat européen                       |